# Grinneröd
Grinneröd är en småort i Uddevalla kommun i Västra Götalands län och kyrkby i Grinneröds socken.
Grinneröds kyrka ligger här.